# Міланка Опачич
Мі́ланка О́пачич (хорв. Milanka Opačić, нар.17 квітня 1968, Загреб, Хорватія) — хорватська політична діячка, віце-прем'єр Хорватії і міністр соціальної політики та молоді в уряді Зорана Мілановича, а також заступниця голови основної лівоцентристської політичної сили в хорватському парламенті — Соціал-демократичної партії Хорватії.
Закінчила факультет політичних наук Загребського університету в 1991 році.
Вперше обрана до хорватського парламенту на виборах 1992 року. Послідовно обиралася депутатом Сабору на виборах 2000, виборах 2003, виборах 2007 та виборах 2011 років.
У 2007 р. стала заступником голови парламентської фракції Соціал-демократичної партії Хорватії в хорватському парламенті. Була головою парламентського комітету у справах сім'ї, молоді та спорту.
Після перемоги на виборах 2011 р. призначається 23 грудня 2011 р. заступником прем'єр-міністра і міністром соціальної політики та молоді.